# Byron Castillo
Byron David Castillo Segura (* 10. November 1998 in Tumaco, Kolumbien) ist ein ecuadorianischer Fußballspieler. Der Außenverteidiger wurde auch in der Nationalmannschaft eingesetzt.

## Karriere

### Verein
Castillo begann schon in seiner Kindheit beim CS Norte América, einem unterklassigen Verein aus der ecuadorianischen Stadt Guayaquil, mit dem Fußballspielen. Dort durchlief er auch weitere Jugendmannschaften, ehe er 2014 erstmals an Deportivo Azogues aus der Stadt Azogues im Zentrum des Landes verliehen wurde. Dort gab er schließlich auch sein Debüt im Seniorenbereich. In insgesamt acht Spielen für den Verein konnte er auch ein Tor erzielen. Im Mai 2015 wechselte er auf Leihbasis zum Club Sport Emelec, wurde dort nach wenigen Wochen aufgrund von Probleme bei der Identitätsfeststellung wieder entlassen. Daraufhin wechselte er erneut auf Leihbasis den Verein, diesmal zum SD Aucas aus der Hauptstadt Quito. Dort konnte er direkt am 1. Spieltag der Saison 2016 sein Debüt in der höchsten ecuadorianischen Spielklasse, der Serie A, geben. Bei der 1:2-Niederlage gegen Fuerza Amarilla stand er sogar in der Startformation und über 90 Minuten auf dem Platz. Sein erstes Tor konnte er direkt bei seinem zweiten Einsatz, einem 1:1-Unentschieden gegen den Mushuc Runa Sporting Club erzielen. In der Folge entwickelte er sich zu einem wichtigen Spieler in der Verteidigung der Hauptstädter und kam regelmäßig auch über die volle Spielzeit zum Einsatz. In der Rückrunde ließen seine Einsatzzeiten auch wegen Verletzungen aber nach.
Daraufhin wechselte er am 5. Januar 2017 zum Barcelona SC Guayaquil. Sein Debüt für den neuen Verein gab er allerdings erst am 9. September 2017 beim 2:2-Unentschieden gegen Independiente del Valle, es blieb, unter anderem erneut aufgrund von Verletzungen, auch sein einziger Saisoneinsatz. In der Saison 2018 kam er schon etwas regelmäßiger zum Einsatz, und spätestens ab der Saison 2020 war Castillo fester Stammspieler in der Abwehrreihe des Barcelona SC. Neben den Ligaspielen kam er auch regelmäßig in der Copa Libertadores zum Einsatz. Im Juli 2021 konnte er schließlich sein 100. Spiel für seinen Verein feiern, daraufhin wurde bekanntgegeben, dass er seinen Vertrag bei dem Verein bis 2025 verlängert hatte.
Am 10. Juni 2022 wechselte Castillo zum Club León in die mexikanische Liga MX. Dort debütierte er direkt am 1. Spieltag der Apertura 2022 beim 2:1-Sieg gegen Atlético San Luis. In Mexiko wurde Castillo auf Anhieb zum Stammspieler als Rechtsverteidiger. Bei der 1:5-Niederlage gegen den CF Monterrey konnte Castillo am 7. August 2022 sein erstes Tor für seinen neuen Verein erzielen. Zu Beginn der Clausura 2023 fiel er allerdings verletzungsbedingt aus und kam auch in der Folge nur zu Kurzeinsätzen als Einwechselspieler. Allerdings konnte er im April 2023 die CONCACAF Champions League gewinnen.
Aufgrund seiner mangelnden Einsatzzeiten wechselte er im Sommer 2023 auf Leihbasis zum CF Pachuca. Dort debütierte er am 25. Juni 2023 bei der 1:2-Niederlage gegen Tigres UNAL im mexikanischen Supercup.

### Nationalmannschaft
Castillo kam bereits in Ecuadors Nachwuchsnationalmannschaften zum Einsatz und war mit der U-17 unter anderem Teil der U-17-Fußball-Weltmeisterschaft 2015 in Chile und kam auch zu einem Einsatz für die U-20-Nationalmannschaft. Im August 2021 wurde er schließlich erstmals von Trainer Gustavo Alfaro für die A-Nationalmannschaft nominiert. Sein Debüt gab er schließlich am 2. September 2021 beim 2:0-Sieg gegen Paraguay in einem Qualifikationsspiel für die WM 2022. Insgesamt kam Castillo 2021 und 2022 in acht Qualifikationsspielen zum Einsatz und konnte sich mit seiner Nationalmannschaft durch das Erreichen des 4. Platzes in der Südamerikanischen Qualifikationsgruppe für die WM 2022 in Katar qualifizieren. Aufgrund der Kontroversen um ihn wurde er jedoch von Nationaltrainer Alfaro nicht in den WM-Kader seiner Mannschaft berufen.

## Kontroversen
Bereits 2017 wurden erste Vorwürfe laut, dass Castillo nicht, wie angegeben, in Playas in Ecuador geboren sei, sondern in Tumaco in Kolumbien, nahe der kolumbianisch-ecuadorianischen Grenze. Dies sei auch der Grund, warum er zwei Jahre zuvor beim CS Emelec Probleme mit dem Identitätsnachweis hatte. Trotz der Umstände bestätigten die ecuadorianischen Behörden seine Nationalität, woraufhin er unter anderem für die Nationalmannschaft nominiert wurde. Im Mai 2022 legte der chilenische Fußballverband bei der FIFA Beschwerde ein, unter der Behauptung, dass Castillo tatsächlich in Tumaco geboren sei. Dadurch wollten sie eine Annullierung der Spiele, in denen Castillo teilgenommen hatte, erreichen, um sich selbst so noch für die WM 2022 qualifizieren zu können. Tatsächlich soll es beim C.S. Norte América 73 Spieler gegeben haben, bei denen es Unregelmäßigkeiten bei der Identitätsfeststellung gab. Castillo selbst streitet die Vorwürfe ab. Im November 2022 entschied der Internationale Sportgerichtshof letztinstanzlich, dass Castillo zwar in Tumaco geboren sei, aber trotzdem für die Fußballnationalmannschaft Ecuadors spielen dürfe. Außerdem wurden Ecuador drei Punkte bei der Qualifikation zur WM 2026 abgezogen.

## Erfolge
Barcelona SC Guayaquil 
- Ecuadorianischer Meister: 2020

 Club Léon 
- CONCACAF-Champions-League-Sieger: 2023